# Hadronyche
Hadronyche là một chi nhện trong họ Hexathelidae.

## Hình ảnh

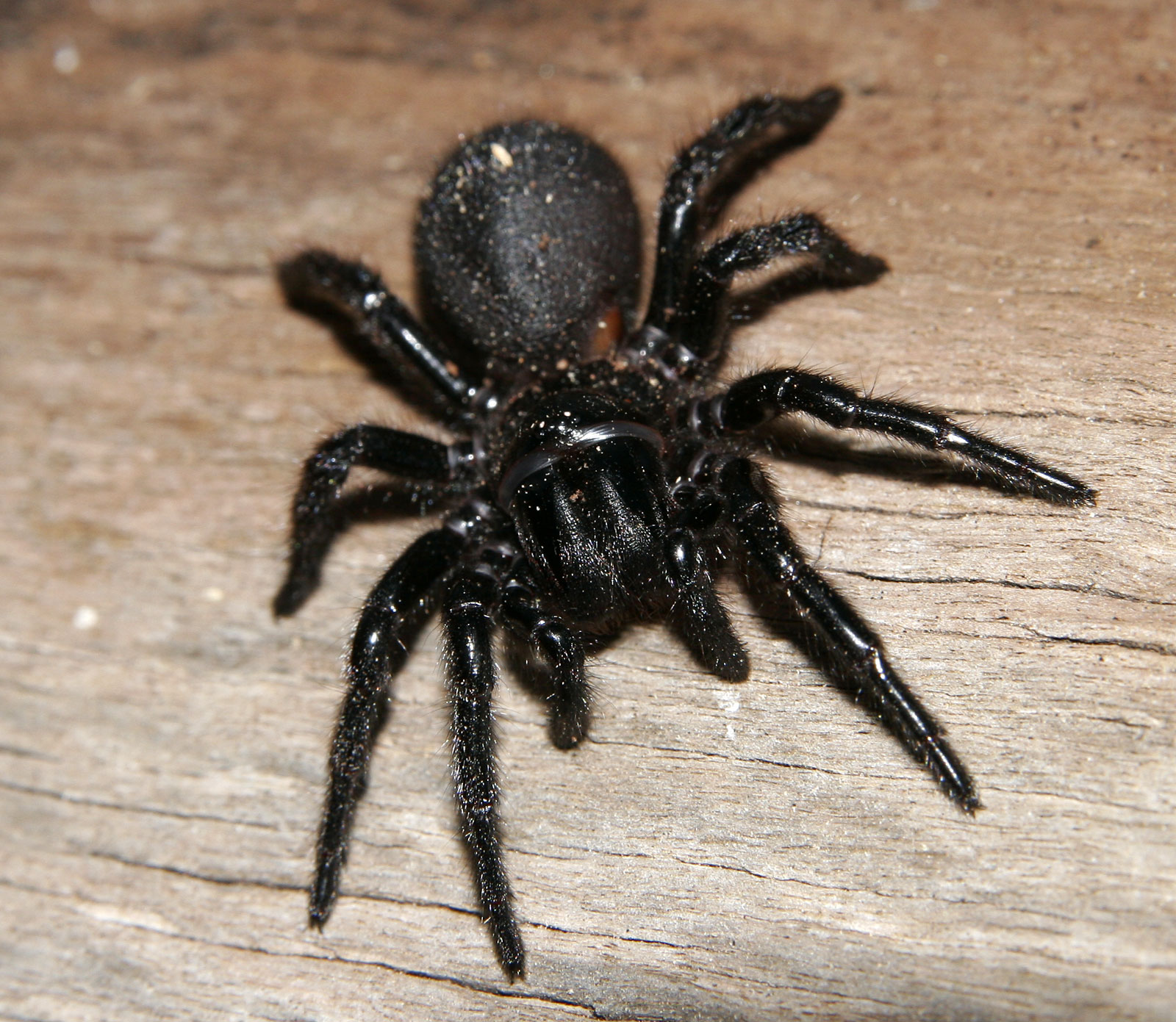
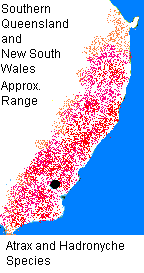